# Zaglav (hrid)
Zaglav je hrid u hrvatskom dijelu Jadranskog mora, kod otoka Cresa.
Na Zaglavu je veliki samostojeći svjetionik iz doba Austro-Ugarske, sagrađen 1876. godine.
Površine je 3.014 m², obalne crte 223 metra i visine 7 metara.
U Državnom programu zaštite i korištenja malih, povremeno nastanjenih i nenastanjenih otoka i okolnog mora Ministarstva regionalnoga razvoja i fondova Europske unije, spominje se kao "hrid".

## Vanjske poveznice
|  | Zajednički poslužitelj ima još gradiva o temi Zaglav (hrid) |